# 桑根达来站
桑根达来站是一个集通线上的铁路车站，位于内蒙古自治区锡林郭勒盟正蓝旗桑根达来镇，建于1995年，目前为四等站，邮政编码为027211。目前客运：办理旅客乘降；行李、包裹托运；货运：办理整车货物发到。除图定列车外，本站还有一班前往丰宁北的路用列车。